# استان سوسیالیستی خودمختار کوزوو
استان سوسیالیستی خودمختار کوزوو، یکی از دو استان خودمختار جمهوری سوسیالیستی صربستان (از ۱۹۶۳ تا ۱۹۹۰) و یکی از بخش‌های فدرال تشکیل‌دهندهٔ جمهوری فدرال سوسیالیستی یوگسلاوی (از ۱۹۷۴ تا ۱۹۹۰) بود. پایتخت آن، پریشتینا بود. این استان، در سال ۱۹۹۰ و پس از فروپاشی یوگسلاوی با کاهش اختیارات به استان خودمختار کوزوو و متوهیا تغییر نام داد. پس از آنکه در سال ۱۹۹۲، جمهوری فدرال یوگسلاوی با اتحاد صربستان و مونته‌نگرو شکل گرفت، کوزوو، توسط اکثریت آلبانیایی‌تبار آن و همچنین کشور آلبانی، یک کشور مستقل با نام جمهوری کوزوو شناخته می‌شد. این استان خودمختار، امروزه به کشور مستقل کوزوو تبدیل شده‌است. بیشتر کشورهای جهان، هنوز کوزوو را به عنوان یک کشور مستقل به رسمیت نشناخته‌اند.